# Surry County (Virginia)
Surry County ist ein County im Bundesstaat Virginia der Vereinigten Staaten. Im Jahr 2020 hatte das County 6561 Einwohner und eine Bevölkerungsdichte von 9,1 Einwohner pro Quadratkilometer. Der Verwaltungssitz (County Seat) ist Surry. Das County gehört zu den Dry Countys, was bedeutet, dass der Verkauf von Alkohol eingeschränkt oder verboten ist.

## Geographie
Surry County liegt im Osten von Virginia und hat eine Fläche von 804 Quadratkilometern, wovon 81 Quadratkilometer Wasserfläche sind. Es grenzt im Uhrzeigersinn an folgende Countys: James City County, Isle of Wight County, Southampton County, Sussex County, Prince George County und Charles City County.

## Geschichte
Gebildet wurde es 1652 aus Teilen des James City County. Benannt wurde es nach der britischen Grafschaft Surrey.

## Demografische Daten

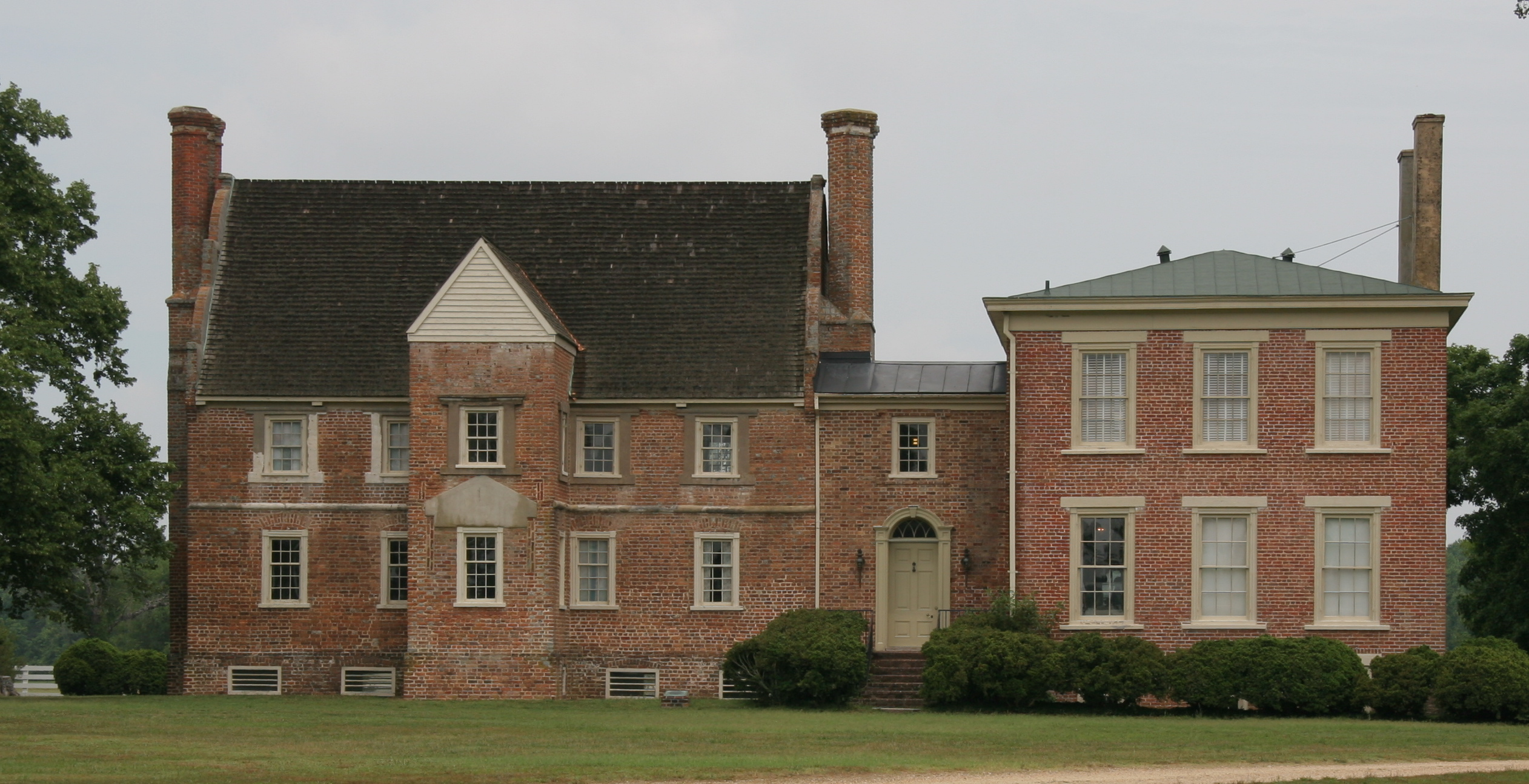
Bacon’s Castle, erbaut ca. 1660, gelistet im NRHP Nr. 66000849

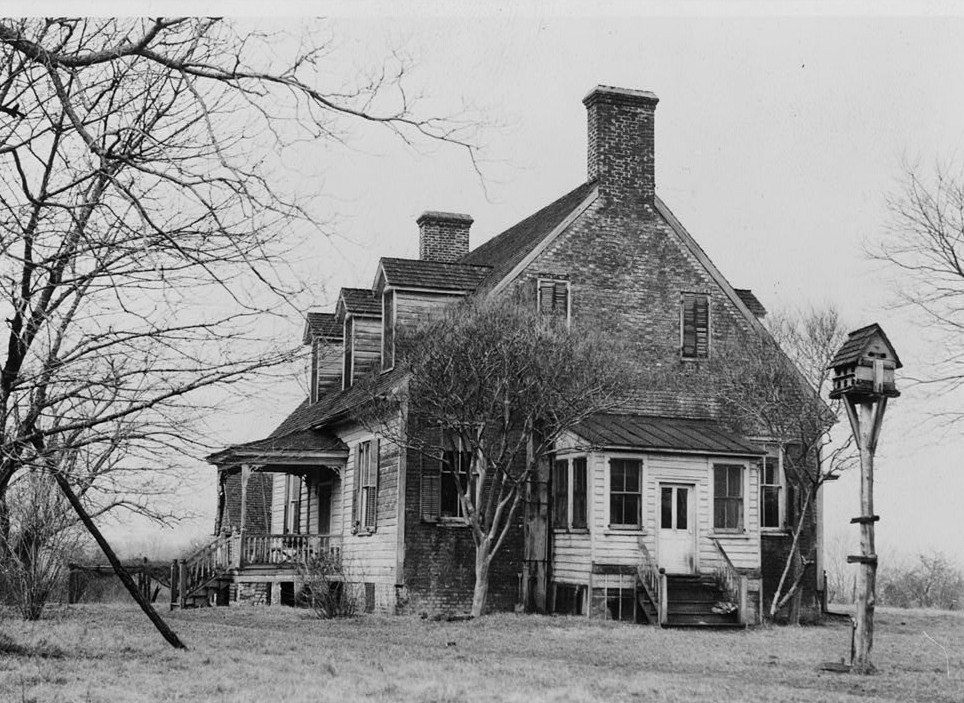
Point Pleasant, ehemaliges County Courthouse

Alterspyramide des Surry County

Nach der Volkszählung im Jahr 2000 lebten im Surry County 6829 Menschen in 2619 Haushalten und 1917 Familien. Die Bevölkerungsdichte betrug 9 Einwohner pro Quadratkilometer. Ethnisch betrachtet setzte sich die Bevölkerung zusammen aus 46,87 Prozent Weißen, 51,60 Prozent Afroamerikanern, 0,25 Prozent amerikanischen Ureinwohnern, 0,13 Prozent Asiaten, 0,03 Prozent Bewohnern aus dem pazifischen Inselraum und 0,25 Prozent aus anderen ethnischen Gruppen; 0,86 Prozent stammten von zwei oder mehr Ethnien ab. 0,75 Prozent der Bevölkerung waren spanischer oder lateinamerikanischer Abstammung.
Von den 2619 Haushalten hatten 30,5 Prozent Kinder und Jugendliche unter 18 Jahre, die bei ihnen lebten. 55,5 Prozent waren verheiratete, zusammenlebende Paare, 14,1 Prozent waren allein erziehende Mütter, 26,8 Prozent waren keine Familien, 23,7 Prozent waren Singlehaushalte und in 10,1 Prozent lebten Menschen im Alter von 65 Jahren oder darüber. Die Durchschnittshaushaltsgröße betrug 2,61 und die durchschnittliche Familiengröße lag bei 3,09 Personen.
Auf das gesamte County bezogen setzte sich die Bevölkerung zusammen aus 25,2 Prozent Einwohnern unter 18 Jahren, 7,2 Prozent zwischen 18 und 24 Jahren, 27,8 Prozent zwischen 25 und 44 Jahren, 25,7 Prozent zwischen 45 und 64 Jahren und 14,1 Prozent waren 65 Jahre alt oder darüber. Das Durchschnittsalter betrug 39 Jahre. Auf 100 weibliche Personen kamen 93,7 männliche Personen. Auf 100 Frauen im Alter von 18 Jahren oder darüber kamen statistisch 92,0 Männer.

Das jährliche Durchschnittseinkommen eines Haushalts betrug 37.558 USD, das Durchschnittseinkommen der Familien betrug 41.234 USD. Männer hatten ein Durchschnittseinkommen von 31.123 USD, Frauen 21.143 USD. Das Prokopfeinkommen betrug 16.682 USD. 9,7 Prozent der Familien und 10,8 Prozent der Bevölkerung lebten unterhalb der Armutsgrenze. Davon waren 13,4 Prozent Kinder oder Jugendliche unter 18 Jahre und 14,8 Prozent waren Menschen über 65 Jahre.